# Día de las Lenguas Originarias
El Día de las Lenguas Originarias, antes Día del Idioma Nativo, es una festividad de Perú celebrada cada 27 de mayo en conmemoración al reconocimiento de sus lenguas indígenas como oficiales por el Estado Peruano.
Las lenguas originarias o indígena del Perú son todas aquellas que se empleaban con anterioridad a la difusión del idioma español y que se preservan y emplean en el territorio del país. En Perú se hablan 48 lenguas originarias (4 andinas y 44 amazónicas). De este total, 40 cuentan con alfabetos y grafías oficiales, y 21 de estas lenguas están en peligro de desaparecer, tanto porque sus hablantes dejan de utilizarla y/o no hay transmisión generacional.

## Historia
La conmemoración fue establecida durante el Gobierno Revolucionaria de la Fuerza Armada por el general Juan Velasco Alvarado mediante el Decreto Ley n.° 21156 del 27 de mayo de 1975 al establecer al idioma quechua como idioma oficial en el Perú y el 27 de mayo como el Día del Idioma Nativo. La celebración de ese día es una forma de reconocer la multiculturalidad de Perú, donde desde miles de años conviven muy diversas formaciones culturales o naciones que hablan sus propios idiomas y conservan su cultura propia.